# Сенегал на Зимским олимпијским играма 2010.
Сенегалу је ово било пето учешће на Зимским олимпијским играма. Сенегалску делегацију, на Зимским олимпијским играма 2010. у Ванкуверу представљао је један такмичар који је учествовао у две дисциплине алпског скијања.
Сенегалски олимпијски тим је остао у групи екипа које нису освојиле ниједну медаљу.
Заставу Сенегала на свечаном отварању Олимпијских игара 2010. носио је једини сенегалски такмичар алпски скијаш Лејти Сек.

## Алпско скијање

### Мушкарци
| Такмичар  | Дисциплина | Резултати    | Резултати    | Резултати    | Резултати    | Резултати     |
| Такмичар  | Дисциплина | 1. трка      | 2. трка      | Укупно       | Заостатак    | Пласман       |
| --------- | ---------- | ------------ | ------------ | ------------ | ------------ | ------------- |
| Лејти Сек | Слалом     | Није завршио | Није завршио | Није завршио | Није завршио | Није завршио  |
| Лејти Сек | Велеслалом | 1:32,32 (85) | 1:33,82 (70) | 3:06,14      | 28,31        | 73 / 81 (103) |